# Napszinkron pálya
Napszinkronnak nevezik azt a műholdpályát, amelynél úgy választják meg az inklinációt és a pályamagasságot, hogy a műhold egy adott hely fölött mindig azonos helyi idő szerint haladjon el.
Az ilyen földközeli műholdpálya magassága általában 1000 km körül van. A pálya kellően magasan van ahhoz, hogy a felső légkör fékező hatása jelentéktelen legyen, ami idővel a nagytengelyt és az excentricitást is módosítaná. A pálya mindig azonos helyi időben metszi az egyenlítői síkot. Rendszerint ezt az időt adják meg a műholdpálya adataként.
Az észak–déli irányú áthaladást az egyenlítői síkon leszálló pályának, a dél–északi metszést felszálló pályának nevezik.
Napszinkron pálya esetén a besugárzási szög, az árnyékhatás ugyanaz marad bármely adott felszín ismétlődő vizsgálatakor. Az állandó paramétereknek vannak előnyei és hátrányai az alkalmazások szempontjából.
A pályát befolyásoló, legjelentősebb perturbáló hatás abból származik, hogy a Föld nem homogén tömegeloszlású gömb, ezért gravitációs tere sem egyenletes. Emiatt a Föld körüli pályán mozgó műholdra pályája különböző pontjaiban a pályasíkból kifelé mutató erők hatnak, aminek következtében az aktuális pályasík lassan elfordul.
Kvázipoláris pályák esetén a nagytengelyt és az inklinációt úgy állítják be, hogy a felszálló csomó hosszának változása, hátrálása naponta kb. 1º legyen. Ennek eredményeképpen a pálya síkja az állócsillagokhoz képest elfordul, de a Naphoz képest nem, és ezért a műhold adott földi pont felett mindig azonos, helyi időben halad el.